# Forstertyna marplesi
Forstertyna marplesi is de enige spinnensoort in de taxonomische indeling van de Forstertyna. De spin werd in 1970 beschreven door Forster. Forstertyna marplesi komt voor in Nieuw-Zeeland.